# Amt Ritzebüttel

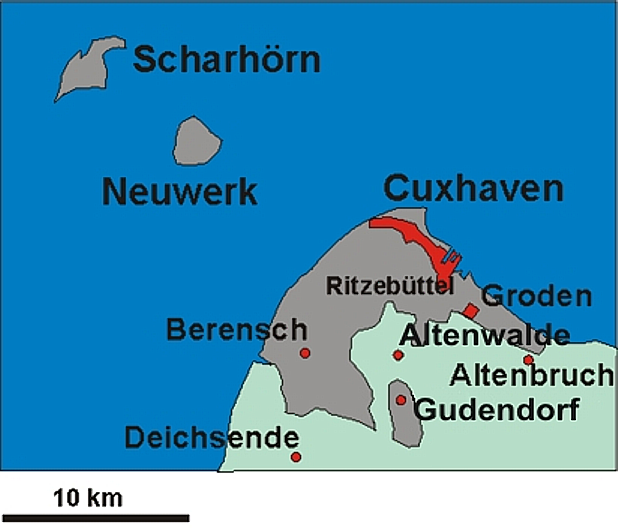
Hamburger Exklave Ritzebüttel 1394–1937

Wappen des Amtes Ritzebüttel

Das Amt Ritzebüttel (niederdeutsch Amt Ritzbüttel) war 1394 bis 1864 die Verwaltungseinheit des hamburgischen Außenpostens an der Elbmündung und löste mit seiner Gründung Neuwerk als Sitz des Hamburger Hauptmanns ab. Es wurde auf gleichem Gebiet 1864 durch die Landherrenschaft Ritzebüttel abgelöst und liegt auf dem heutigen Gebiet der Stadt Cuxhaven (Niedersachsen) und der Insel Neuwerk (Hamburg).

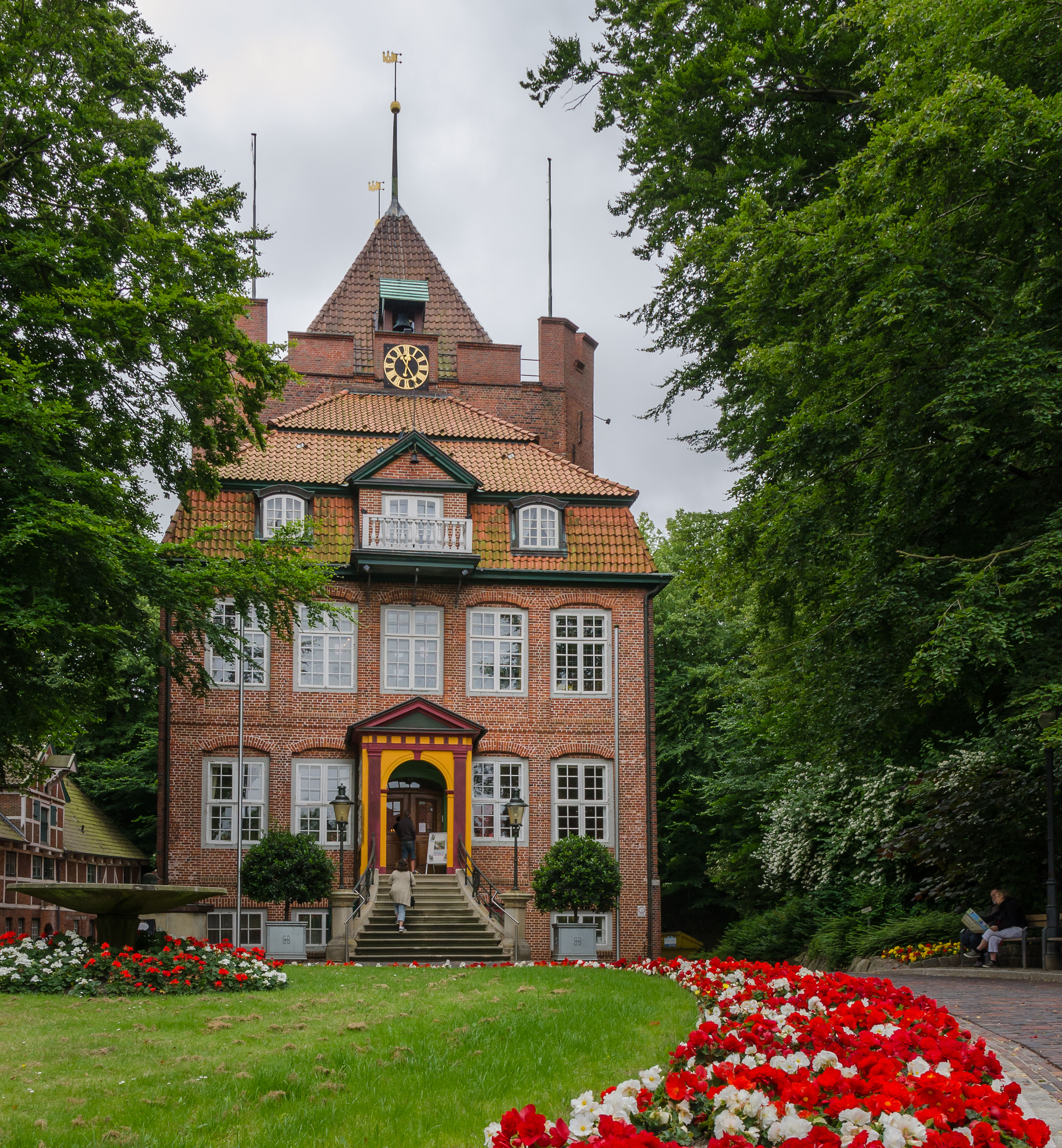
Cuxhaven, Schloss Ritzebüttel

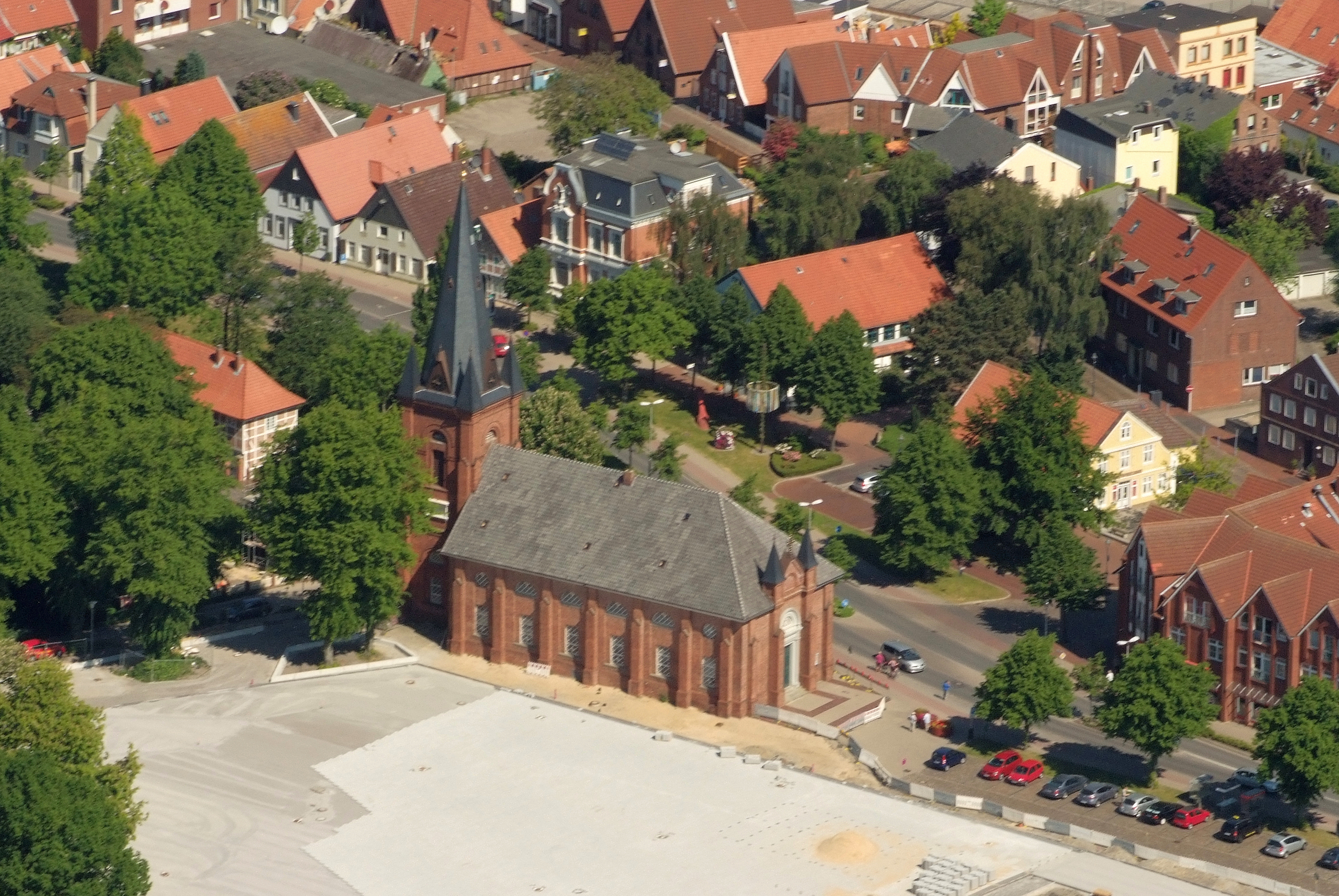
Martinskirche in Ritzebüttel (Luftbild Mai 2012)

## Geschichte

### Amtsgründung

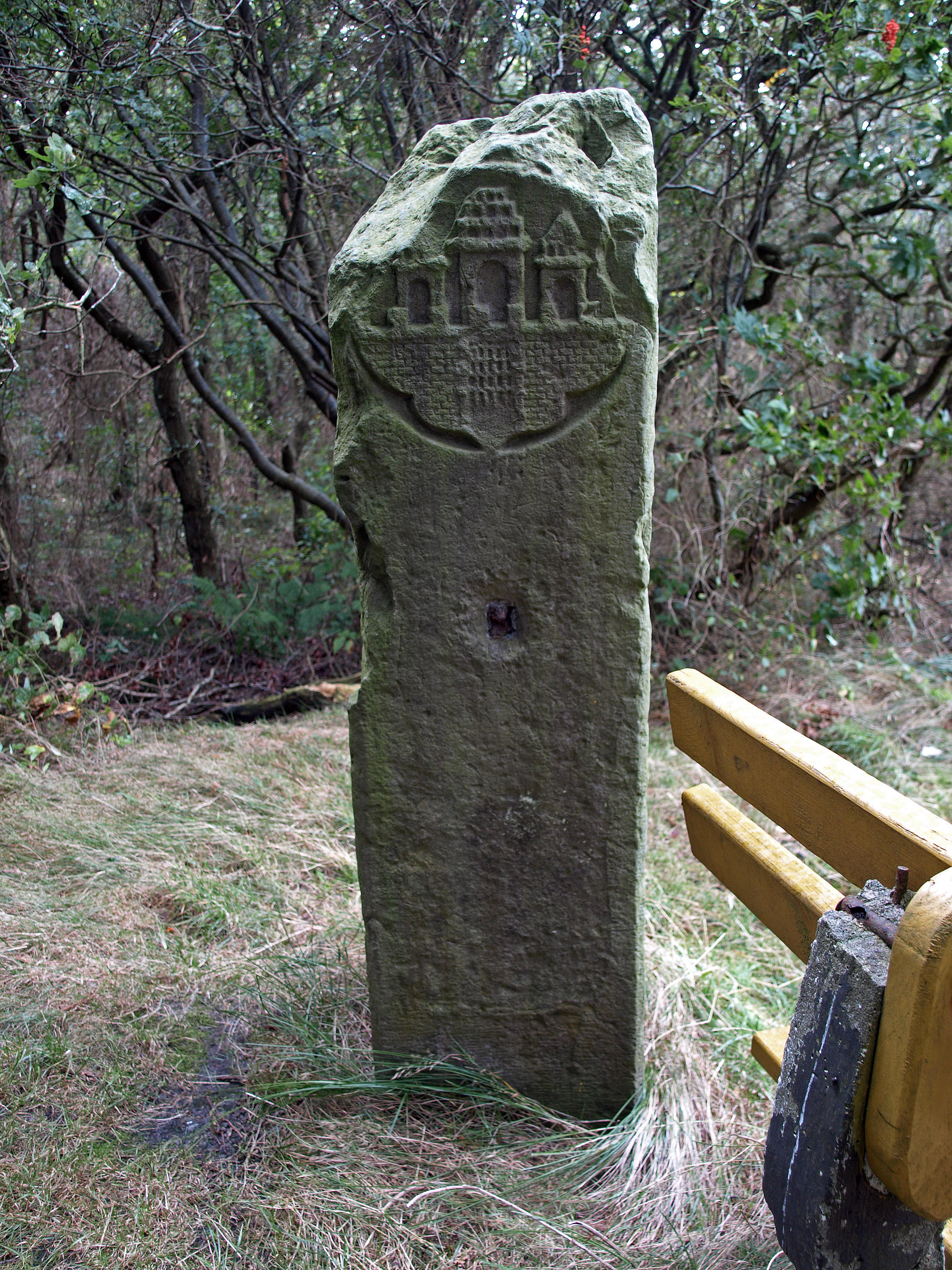
Grenzstein zwischen dem Land Wursten und dem Amt Ritzebüttel (1589, Hamburger Ansicht). Bei Schiffstrandungen wurde festgestellt, wem der Bergelohn zustand.

Nach dem Sturz Heinrichs des Löwen gelangten das Land Hadeln und die westlich angrenzende Geest 1211 an das askanische Herzogtum Sachsen-Lauenburg. Als dessen Vasallen herrschten die Ritter von der Lappe über Teile Hadelns, nachgewiesen seit 1315. 1324 verpfändete Erich IV. von Sachsen-Lauenburg seinem Vasallen Gerichtsrechte für Altenwalde und Groden. 1355 stellte Alverich Lappe dem Herzog Erich III. den Steinturm von Ritzbüttel zur Verfügung.
Die Stadt Hamburg, die sich zwischen 1225 und 1270 zur freien Stadt entwickelte, suchte seit 1357 den Ort als Posten zur Sicherung der Schifffahrt auf der Unterelbe zu gewinnen. Nachdem die Stadt nun zeitweise die Herzöge und zeitweise die Ritter zum Schutz des Handelsverkehrs verpflichtet hatte, eroberte sie das Schloss Ritzbüttel 1393 mit Unterstützung der Wurster Friesen und nahm die Verwaltung 1394 mit Gründung des Amtes Ritzebüttel in eigene Hand. Von da an wurde Ritzebüttel mit den heutigen Gebieten Cuxhaven, Döse, Duhnen, Groden, Stickenbüttel, Arensch-Berensch, Gudendorf, Holte-Spangen, Oxstedt, Süderwisch und Westerwisch sowie der vorgelagerten Insel Neuwerk samt der Düne Scharhörn von Hamburg regiert. Neuwerk verlor dadurch an Bedeutung.
Verantwortlich für alle Menschen im Amt war ein Amtmann, der aus Hamburg kam und seinen Sitz im Schloss Ritzebüttel hatte. Die Annahme des Amtes galt als freiwillig, da das Leben sehr einfach und die Verbindungen nach Hamburg sehr schlecht waren. Eine Fahrt von Hamburg nach Ritzebüttel bedeutete eine dreitägige Reise.
1720 erhielt das Amt auf Antrag seines Amtmanns David Langermann das erste Amtssiegel. Es zeigt die „Große Bake“ (auch „Ross-Bake“), die 1801 einstürzte und durch den Hamburger Leuchtturm ersetzt wurde. Das Siegel ist die Grundlage für das Wappen des Amtes.

### 18. Jahrhundert
Ab 1735 wurde Ritzebüttel von dem hamburgischen Amtmann und Dichter Barthold Hinrich Brockes verwaltet. Brockes’ Dichtung galt als etwas unerhört Neues und bildete ein Fundament für die Dichtung deutscher Lyriker wie Klopstock. Die Freude an seinem Leben in Ritzebüttel schwand nach dem Tod seiner Frau. 1741 kehrte er als seelisch gebrochener Mann nach Hamburg zurück. Einer Volkszählung aus dem Jahre 1755 zufolge lebten damals im Amt 3010 Menschen auf insgesamt 587 Häuser verteilt. Davon lebten 967 direkt im Flecken Ritzebüttel in insgesamt 191 Häusern.
1793 wurde Cuxhaven von dem Göttinger Philosophen Georg Christoph Lichtenberg als geeigneter Platz für ein Seebad vorgeschlagen.

### Das 19. Jahrhundert

Amt Ritzebüttel im Norddeutschen Bund (1866)

1810, vier Jahre nach dem preußischen Zusammenbruch, annektierte Napoleon I. im Zusammenhang mit der Kontinentalsperre gegen Großbritannien die gesamte deutsche Nordseeküste. Cuxhaven, inzwischen geleitet durch Amtmann Amandus Augustus Abendroth (in der „Franzosenzeit“ auch Maire, also Bürgermeister Hamburgs), wurde für relativ kurze Dauer ein Kanton des Départements des Bouches de l’Elbe.
Im Oktober 1813 fand während der Gegenwehr Preußens, Österreichs und Russlands die Völkerschlacht bei Leipzig statt. Napoleon unterlag und musste bis zum linken Rheinufer zurückweichen. Am 18. März 1814 wurde Ritzebüttel befreit. Die hamburgische Verfassung wurde im Mai 1824 wieder eingeführt.
1816 gründete Abendroth das Seebad Cuxhaven. Die klassizistische Martinskirche in Ritzebüttel von 1819 entstand  nach Plänen von Axel Bundsen aus Dänemark auf Initiative von Abendroth.
1848 kam es durch den Wunsch nach Liberalismus europaweit zu Revolutionen gegen die bestehenden Herrschaftssysteme. Im März wurden in Hamburg Aufhebung der Zensur, Reformen in der Verwaltung Ritzebüttels und die Aufhebung der Feudalrechte für den Amtmann durchgesetzt. Am 25. März wurden im Amt Ritzebüttel die Farben Schwarz-Rot-Gold eingeführt. Gustav Heinrich Kirchenpauer war der letzte Hamburger Senator, der von 1858 bis 1864 Amtmann war.
Um 1862 zählte das Amt 6000 Einwohner und der Flecken Ritzebüttel 1900 Einwohner.
1864 führten Preußen und Österreich Krieg gegen Dänemark um Schleswig-Holstein. In Cuxhaven wurden preußische und österreichische Kriegsschiffe stationiert und eine Batterie errichtet. Am 9. Mai fand vor Helgoland eine Seeschlacht statt. Im selben Jahr bekam Ritzebüttel eine neue Verfassung als Landherrenschaft Ritzebüttel. Das Amt war so den übrigen hamburgischen Landherrenschaften gleichgestellt; die Verwaltung übernahm ein Amtsverwalter, die Rechtspflege ein Amtsrichter. Somit war 1864 das Gründungsjahr des Cuxhavener Amtsgerichtes.
1870/71 verweigerten die Lotsen Dienst auf französischen Schiffen wegen des Deutsch-Französischen Kriegs. Aufgrund der französischen Schiffe wurde eine Küstenwehr aufgestellt, Sanitätsdienst gelehrt und das Betreten des Deiches während der Dunkelheit verboten. Ab dem 22. August wurde die Nordseeküste durch die französische Flotte vor Helgoland blockiert. Die Leuchttürme Cuxhavens waren außer Betrieb. Erst nach dem deutschen Sieg in der Sedanschlacht im September 1870 verließ die französische Flotte Helgoland, kehrte aber im Oktober zurück und betrieb Kapereien und Raubzüge. Nach der endgültigen Niederlage Frankreichs im Februar wurde Ritzebüttel für seine Kriegskosten entschädigt.
1872 gewann der Name Cuxhaven an Bedeutung, da sich Ritzebüttel und Cuxhaven auf Antrag des hamburgischen Senats zur Landgemeinde Cuxhaven vereinigten.
1888 trat Hamburg dem Deutschen Zollverein bei.

### Von der Stadtwerdung Cuxhavens bis zur Abtretung des Amerikahafens
1907 wurde Cuxhaven Samtgemeinde. Die Einwohnerzahl war nach der Eingemeindung von Döse (1905) auf über 10.000 gestiegen, so dass Cuxhaven am 15. März 1907 die Stadtrechte verliehen wurden.
1908 wurde von Hamburg ein Fischmarkt und der Alte Fischereihafen eingerichtet. Die Hafenanlagen wurden in den folgenden Jahren immer weiter vergrößert, so dass 1912 das Steubenhöft und 1914 der Amerikahafen ausgebaut wurden.
1914 brach der Erste Weltkrieg aus. Ab August galt eine Verdunkelungsanordnung für alle Fenster mit Seeblick. Für Lebensmittel mussten Höchstpreise gezahlt werden. 1918, nach Kriegsende, bildeten sich in vielen Städten Arbeiter- und Soldatenräte, so auch in Cuxhaven, wo am 5. November 1918 ein radikaler Soldatenrat die Macht übernahm. Zu diesem Zeitpunkt hatte die Stadt ca. 15.000 Einwohner, die Garnison zählte etwa ebenso viele Militärpersonen. Die Kommandantur und die etwa 290 Offiziere der Garnison wurden entmachtet. In den folgenden Wochen herrschten starke Unruhen in Cuxhaven. Dem Soldatenrat gegenüber stand die Stadtverwaltung unter Bürgermeister Max Bleicken, der versuchte, als Vermittler zu erscheinen. Bleicken wurde seines Amtes enthoben. Am 11. Januar 1919 rief der Soldatenrat die Sozialistische Republik Cuxhaven nach dem Vorbild der Ereignisse in Bremen aus. Aufgrund mangelnder Unterstützung aus der Bevölkerung und starkem Widerstand aus Hamburg wurde diese nach sechs Tagen wieder aufgelöst. Am 9. Februar trat der Arbeiter- und Soldatenrat zurück, so dass Ende des Monats wieder gesetzmäßige Zustände in Cuxhaven herrschten.
1920 wurde der ehemalige Cuxhavener Soldatenrat vor Gericht gestellt. Gleichzeitig fand ein Untersuchungsverfahren gegen Offiziere der Grimmershörnkaserne im Zusammenhang mit dem Kapp-Putsch statt.
Am 19. November 1926 wurde die Landherrenschaft Ritzebüttel zugunsten einer einzigen Landherrenschaft im Hamburger Staatsgebiet aufgelöst.
Am 1. März 1935 wurden die Landgemeinden Groden, Süderwisch, Westerwisch, Stickenbüttel, Duhnen, Teile von Sahlenburg sowie Neuwerk und Scharhörn eingemeindet. Die Stadt Cuxhaven wurde im gleichen Jahr der Landherrenschaft Hamburgs unterstellt.
Am 1. April 1937 wurde durch das Groß-Hamburg-Gesetz das Amt Ritzebüttel aufgelöst und Cuxhaven gegen Altona, Harburg-Wilhelmsburg und Wandsbek eingetauscht. Hamburg sicherte sich hierbei allerdings den Amerikahafen als Exklave. Der neugebildete Stadtkreis Cuxhaven wurde Teil der preußischen Provinz Hannover.
Mit dem am 3. Oktober 1961 zwischen Niedersachsen und Hamburg geschlossenen Staatsvertrag (Cuxhaven-Vertrag) tauschte Hamburg den Amerikahafen gegen die Inseln Neuwerk und Scharhörn. Die hieraus resultierende Abtretung der Hafenanlagen an das Land Niedersachsen fand 1993, also genau 600 Jahre nach der Eroberung durch Hamburg statt.